# Şıhlı (Develi)
 (octobre 2012).
Şıhlı est un village de Turquie situé dans le district de Develi dans la province de Kayseri, au pied des monts Taurus. Le climat y est rude l'hiver et sec et chaud l'été. La ville compte environ 2500 habitants.
Elle possède une médersa de l'époque ottomane, construite sous le règne d'Abdulhamid II (1876-1909) [réf. souhaitée].